# Nhà cung cấp dịch vụ Internet

Nhà cung cấp dịch vụ Internet hay Nhà cung cấp dịch vụ nối mạng (tiếng Anh: Internet Service Provider, viết tắt: ISP) chuyên cung cấp các giải pháp kết nối mạng toàn cầu (Internet) cho các đơn vị tổ chức hay các cá nhân người dùng. Các ISP phải thuê đường và cổng của một IAP. Các ISP có quyền kinh doanh thông qua các hợp đồng cung cấp dịch vụ Internet cho các tổ chức và các cá nhân.
Các loại ISP dùng riêng được quyền cung cấp đầy đủ các dịch vụ Internet. Điều khác nhau duy nhất giữa ISP và ISP riêng là không cung cấp dịch vụ Internet với mục đích kinh doanh. Người dùng chỉ cần thoả thuận với một ISP hay ISP riêng nào đó về các dịch vụ được sử dụng và thủ tục thanh toán được gọi là thuê bao Internet.
Một số ISP tiêu biểu ở Việt Nam là VNPT, FPT, Viettel, CMC, VDC, Netnam.